# Soledad Limas Frescas
María Soledad Limas Frescas (31 de marzo de 1961) es una política mexicana, miembro del Partido Acción Nacional. Ha sido, entre otros cargos políticos, diputada federal para el periodo de 2006 a 2009.

## Reseña biográfica
Soledad Limas Frescas es licenciada en Derecho egresada de la Universidad Autónoma de Chihuahua, tiene además estudios de posgrado en Derecho Procesal Civil, un diplomado en Comunicación Política y una maestría en Derecho Electoral por la Universidad Santander de Durango.
Miembro activo del PAN desde el año de 1985, ha ocupado numerosos cargos en la estructura del partido en el estado de Chihuahua como consejera municipal, estatal y nacional del PAN y miembro de los comités directivos municipal y estatal. 
Su primer cargo público fue regidora al Ayuntamiento del municipio de Chihuahua de 1992 a 1995, de 1996 a 1998 fue coordinadora jurídica del Instituto de la Vivienda de Chihuahua. De 2002 a 2004 fue jefa del área de regiones prioritarias en la delegación de la delegación de la Secretaría de Desarrollo Social y de 2004 a 2006 fue secretaria del Ayuntamiento de Chihuahua, siendo presidente municipal Juan Blanco Zaldívar.
En 2006 fue electa diputada federal plurinominal a la LX Legislatura que concluyó en 2009, en ella fue presidenta del comité del Centro de Estudios para el Adelanto de las Mujeres y la Equidad de Género; e integrante de las comisiones de Derechos Humanos; de Equidad de Género; de Fortalecimiento al Federalismo; y de Justicia y Derechos Humanos.